# Marta Iacopini
Marta Iacopini all'anagrafe Marta Maria Carla Iacopini (Milano, 21 settembre 1968) è un'attrice e conduttrice televisiva italiana, nota al grande pubblico principalmente per aver condotto i programmi contenitore per ragazzi Ciao Ciao e Cartonissimi (entrambi su Rete 4) nonché Zap Zap (su TMC).

## Biografia
Durante la sua carriera ha partecipato a numerosi film, fiction e cortometraggi, sia come protagonista che con ruoli di secondo piano. 
Le sue prime esperienze televisive importanti sono le partecipazioni a varie trasmissioni per ragazzi, dal personaggio di Kitty in Arriva Cristina ed i suoi tre sequel tra il 1988 ed il 1991, e la conduzione di Ciao Ciao tra il 1990 ed il 1996 seguita poi, con il passaggio dalle reti Mediaset a TMC, dalla conduzione del programma Zap Zap tra il 1997 e il 1998.
Le attività televisive sono sempre state accompagnate da una fitta attività teatrale, sia con ruoli da protagonista che secondari.
Negli anni ha recitato anche in diverse campagne pubblicitarie, tra cui quelle di Telecom Italia insieme a Daniele Luttazzi, di Bancoposta e del Consorzio Prosciutto di Parma.

## Conduzioni televisive
- Ciao Ciao, regia di Francesco Vicario (Rete 4, 1991-1992; Italia 1, 1992-1996)
- I Cartonissimi, regia di Francesco Vicario (Rete 4, 1991)
- Zap Zap, regia di Francesco d’Argenzio (Telemontecarlo, 1997-1998)

## Filmografia

### Cinema
- L'ultima fermata, regia di Dodo Fiori (2004)
- Suheiro, regia di Giuseppe La Rosa (2004)
- Lassù i rumori non arrivano, regia di Alessandro Stevanon (2004)
- Antonio guerriero di Dio, regia di Antonello Belluco (2005)
- Tutti i frutti, regia di Alessandra Alberti (2005)
- Detective per caso, regia di Giorgio Romano (2019)

### Televisione
- Atelier, regia di Vito Molinari - miniserie TV (1986)
- Arriva Cristina, regia di Francesco Vicario - serie TV (1988)
- Cristina - serie TV (1989)
- Cri Cri - serie TV (1990)
- Cristina, l'Europa siamo noi - serie TV (1991)
- Le ali della vita, regia di Stefano Reali - serie TV (2000)
- Casa Vianello - serie TV (2000)
- Compagni di scuola - serie TV (2001)
- Una donna per amico, regia di Alberto Manni - serie TV (2001)
- Io ti salverò, regia di Mario Caiano - miniserie TV (2001)
- Finalmente soli, regia di Francesco Vicario - serie TV (2001-2004)
- Storia di guerra e d'amicizia, regia di Fabrizio Costa - miniserie TV (2002)
- Un medico in famiglia - serie TV (2002)
- La squadra, regia di Francesco Vicario - serie TV (2004)
- Carabinieri, regia di Raffaele Mertes (2004)
- Nati ieri, regia di Paolo Genovese e Luca Miniero (2005)
- I Cesaroni, regia di Francesco Vicario (2006)
- Rino Gaetano - Ma il cielo è sempre più blu, regia di Marco Turco (2007)
- Incantesimo (2007)
- Il capo dei capi, regia di Enzo Monteleone e Alexis Sweet (2007)
- R.I.S. 4 - Delitti imperfetti, regia di Pier Belloni - serie TV, 3 episodi (2008)
- Don Matteo 6, regia di Elisabetta Marchetti (2008)
- Un posto al sole, registi vari (2008)
- La strategia degli affetti, regia di Dodo Fiori (2008)
- Il sistema, regia di Carmine Elia - miniserie TV (2016)

## Teatro
- 1988 - Et Tenebrae eum non comprenderunt, messa in scena a cura di Monica Maimone
- 1988 - Il dominio del crepuscolo, messa in scena a cura di Monica Maimone
- 1988 - Silenzio e parola, messa in scena a cura di Monica Maimone
- 1989 - Anatol, messa in scena a cura di Gianni Mantesi
- 1989 - Acqua e fuoco, messa in scena a cura di Monica Maimone
- 1990 - La guerra dei rustici, messa in scena a cura di Philippe Hottier
- 1991 - I giorni della vita, messa in scena a cura di Gianni Mantesi
- 1999 - Un sogno lungo cent'anni a cura di Alessandro Quasimodo
- 2000 - Edit, regia di Luca Monti
- 2000 - Petali, regia di Cesare Belsito
- 2000 - Tassinar in love, regia di Roberto Di Sante
- 2000 - In viaggio con civetta, regia di Pier Paolo Segneri
- 2001 - I leader di Schumann, regia di Luca Monti
- 2003 - Gli amanti del Nuovo Mondo, regia di Imogen Kusch
- 2003 - Il guscio. poesie, regia di Mauro Pini
- 2004 - Rosaspina, regia di Michela Andreozzi
- 2005 - La rana nuda, regia di Massimiliano Jacolucci